# Russel Bowles
Pour les articles homonymes, voir Bowles.
Russell Bowles est un tromboniste de jazz américain né le 17 avril 1907 à Glasgow (Kentucky) et mort le 5 juillet 1991 à Lancaster (Pennsylvanie).

## Discographie
Enregistrements : avec Jimmie Lunceford.
- Mood Indigo (1934)
- Dream Of You (1934)
- My Blue Heaven (1935)
- Oh Boy (1935)
- Avalon (1935)